# Adrian Fernémont
Adrian Fernémont (28 oktober 1988) is een Belgisch rallyrijder. Hij won in 2019 en 2021 het Belgisch kampioenschap rally.

## Levensloop
Fernémont won in 2019 en 2021 het Belgisch kampioenschap. Zijn vaste copiloot is Samuel Maillen en momenteel maakt hij gebruik van de Škoda Fabia Rally2 evo als rallyauto in het kampioenschap.
Hij is afkomstig van Namen en werkt bij de NMBS.